# 胡家麒
胡家麒（1938年1月20日—2025年2月16日），中華民國陸軍中將。

## 生平

### 早年經歷
胡家麒籍貫江苏淮阴，父親胡抱一早年投身辛亥革命並曾擔任孫中山的護衛，1937年中國抗日戰爭期間擔任西北地區要職並獲授中將銜，1943年因公殉國。1949年中華民國政府遷臺，胡家麒隨母親前來臺灣定居臺北，就讀建國中學期間生活困頓，靠每日清晨送報賺取學費及生活費完成學業。
1957年，為承父志，胡家麒毅然選擇保送陸軍軍官學校第30期裝甲科，畢業後於上尉連長時曾當選「國軍英雄」，被其視為畢生最高榮耀。後來到美國麻省理工學院、密西根大學進修數學碩士與交通工程碩士，畢業回台後歷任獨立裝甲旅旅長、陸軍第八軍團指揮部第九十五旅少将旅长與總司令、第一零九機械化師師長、陸軍裝甲兵訓練司令部司令兼校長、陸軍軍官學校校长與國防部軍事情報局局長。

### 軍情局局長時期
1993年6月胡家麒上任軍情局局長，前局長殷宗文則是上任國安局局長，但兩人依舊一同合作與控制住兩岸情報網，並完好利用當時軍情局成功策反的間諜解放军軍械工廠管理局局長邵正宗大校與解放军總軍械部部長劉連昆少將提供的有利情報，包括中共向俄羅斯採購的戰鬥機、地對空飛彈種類、型號、數量與部屬地點；解放軍對台彈道飛彈種類、型號、數量與部屬地點；對台六大戰法與1997年中共接收香港的計劃，甚至掌握了中共當局在當時的戰略部屬，重點已經調整到中南沿海、中印邊境與中國南海，這些情報非常具有重大的戰略意義。
而後來在1996年爆發的台灣海峽飛彈危機，劉連昆的情報更成為軍情局重要情資，他在演習開始前3個月，就將解放軍的演習計劃完整交給局長胡家麒，並通知局長這份計劃上面顯示一旦1996年3月台灣總統大選出現最壞結果（李登輝當選），演習隨時可以轉變為真正的軍事行動，意即準戰爭模式。據傳當時胡家麒與殷宗文在獲得情報後，立即通知總統李登輝，並暗中派出國安會秘書長丁懋時兩度赴美求援，美方與中央情報局在證實情報正確後，立即派出美國海軍獨立號航空母艦與尼米茲號航空母艦戰鬥群巡防台灣海峽，避免中共伺機蠢動與台海擦槍走火，導致中共最後不得不修正計劃，更改演習三不原則：
 第一：彈道飛彈不飛越台灣本島。

第二：戰鬥機與軍艦不穿越海峽中線與不佔領台灣外島。

第三：是劉連昆提供的極機密與最重要的情報，那就是演習發射的彈道飛彈，為無實際安裝核子彈頭的常規型彈道飛彈。

### 駐越代表時期與晚年
1998年卸下軍職後被外交部請派到越南擔任駐越代表，任內簽署《避免雙重課稅協定》及時化解取消優惠關稅危機，並突破中共壓力與越南簽訂勞務與農漁業合作等協定。2002年任期屆滿返國。胡家麒退休後，仍致力於深化對越關係，促成民間企業遠赴越南發展農業，獲越南政府頒贈農業貢獻勳章。

### 辭世
2025年2月16日，胡家麒辭世，享壽88歲。同年3月1日，在臺北市天主教聖家堂舉行公祭典禮。